# Étival-Clairefontaine
Étival-Clairefontaine é comuna do departamento de Vosges, região de Grande Leste na França, com uma população é de 2 466 habitantes (2007). As fábricas de papel de Clairefontaine estão localizadas na cidade.